# Хотим полковников
«Хотим полковников» (итал. Vogliamo i colonnelli) — кинофильм режиссёра Марио Моничелли, вышедший на экраны в 1973 году. Лента представляет собой сатиру на так называемый переворот Боргезе — неудавшуюся попытку ультраправых прийти к власти в Италии в 1970 году. Фильм принимал участие в основной конкурсной программе Каннского кинофестиваля.

## Сюжет
Депутат Джузеппе Тритони — представитель одной из правых партий в итальянском парламенте. Считая, что в стране слишком много демократии и непростительно велики симпатии к левым, он решает действовать. Первым делом его рук становится террористический акт в Милане, который с его подачи приписывают радикальным левым. Тритони решает использовать эту ситуацию и начинает собирать вокруг себя союзников — ультраправых, бывших фашистов и реакционных военных (в основном полковников). Постепенно формируется заговор с целью насильственного захвата власти в стране...

## В ролях
- Уго Тоньяцци — депутат Джузеппе Тритони
- Клод Дофен — президент Италии
- Дуилио дель Прете — монсеньор Джампаолино Сарторелло
- Джузеппе Маффиоли — полковник Пино Барбакане
- Карла Тато — Марчелла Басси-Лега
- Франсуа Перье — депутат Луиджи ди Кори
- Лино Пульизи — депутат Сальвато Ли Мази
- Пино Дзак — журналист Армандо Каффе
- Тино Бьянки — депутат Мадзанте
- Антонино Фаа ди Бруно — подполковник Витторио Эммануэле Рибо
- Винченцо Фаланга — Тарчизио Интрона
- Джан Карло Фуско — полковник Гавино Фурас
- Барбара Эррера — графиня Амелия ди Аматриче
- Ренцо Мариньяно — лейтенант Теофило Брандзино
- Камилло Милли — полковник Эльпидио Агуццо
- Пьетро Торди — генерал Басси-Лега
- Макс Турилли — полковник Квинтилиано Турцилли
- Сальваторе Билардо — Андреас Аутоматикос, греческий «чёрный полковник»
- Белизарио де Маттеис — генерал Альчео Парилья